# Rengsjöbilen
Rengsjöbilen, auch als Bilen bezeichnet, war eine schwedische Automarke.

## Unternehmensgeschichte
Das Unternehmen Höjens Verkstäder aus Rengsjö begann 1914 mit der Produktion von Automobilen. 1916 endete die Produktion nach zehn hergestellten Exemplaren. Anders Jonsson, der in dem Unternehmen tätig war, gründete 1919 die AB Svenska Automobilfabriken.

## Fahrzeuge
Das Unternehmen stellte Zweisitzer her. Die Sitze waren hintereinander angeordnet. Für den Antrieb sorgte ein Zweizylindermotor von Morgårdshammar, der als Bootsmotor entwickelt worden war. Die Motorleistung wurde mittels Riemen übertragen.